# 1872 год в литературе

## Книги
- «Бесы» — роман Ф. М. Достоевского.
- «Вешние воды» — повесть И. С. Тургенева.
- «Вокруг света за восемьдесят дней» — роман Жюля Верна.
- «Запечатлённый ангел» — повесть Н. С. Лескова.
- «Золотой человек» (Az arany ember) — роман венгерского писателя Мора Йокаи.
- «Кавказский пленник» — рассказ Л. Н. Толстого.
- «Каширская старина» — пьеса Дмитрия Аверкиева.
- «Комик XVII столетия» — пьеса Александра Островского.
- «Кувырком» (La Degringolade) — детективный роман Эмиля Габорио.
- «Не было ни гроша, да вдруг алтын» — пьеса А. Н. Островского.
- «Приключения трёх русских и трёх англичан в Южной Африке» — роман Жюля Верна.
- «Русские женщины» — поэма Н. А. Некрасова.
- «Сказки Кота-Мурлыки» — сборник сказок Н. П. Вагнера.
- «Соборяне» — роман Н. С. Лескова.
- «Фландрийский пёс» (A Dog of Flanders) — роман Марии Луизы де ла Раме, написанный под псевдонимом Уида.

### Литературоведение
- «Мильон терзаний» — статья Ивана Гончарова.

## Родились
- 24 января — Юлий Исаевич Айхенвальд, русский литературный критик (умер в 1928).
- 17 февраля — Тосон Симадзаки, японский поэт  и писатель (умер в 1943).
- 5 апреля — Эмми фон Эгиди, немецкая писательница (умерла в 1946).
- 12 мая — Август Вермейлен, бельгийский писатель, литературный критик (умер в 1945).
- 13 августа — Отто Маннинен, финский писатель и поэт (умер в 1950).
- 15 августа — Шри Ауробиндо, индийский философ, поэт, революционер и организатор национально-освободительного движения Индии (умер в 1950).
- 21 августа — Обри Бердслей, английский художник и поэт (умер в 1898).
- 5 октября — Георге Мадан, молдавский и румынский писатель (умер в 1944).
- 23 ноября  –  Энрике Лопес Альбухар, перуанский прозаик и поэт (умер в 1966).
- 25 ноября — Робер де Флер, французский журналист, драматург (умер в 1927).

## Скончались
- 21 января — Карл Вильгельм Фреундлих (род. 1803), эстонский писатель.
- 2 июля — Александр Фёдорович Гильфердинг, русский славяновед и фольклорист (родился в 1831).
- 29 сентября — Фердинанд Штолле, немецкий писатель, журналист, редактор, издатель (родился в 1806).
- 4 октября — Владимир Иванович Даль, российский лексикограф, писатель, врач, автор «Толкового словаря живого великорусского языка» (родился в 1801).
- 19 октября — Ханны Винснес, норвежская поэтесса, писательница и автор поваренных книг. Первая женщина-писательница Норвегии (род. в 1789).